# Ханума (фільм, 1926)
Про однойменний радянський телефільм  див. Ханума (фільм, 1978)
«Ханума» — грузинський радянський художній фільм 1926 року кінорежисера Олександра Цуцунава.

## Синопсис
80-ті роки XIX століття. Старий князь Леван Пантеашвілі марнує своє життя в гуляннях. Продані родові маєтки. Колишній землевласник і багатій, нащадок давнього грузинського роду, вирішує виправити свої справи за допомогою вигідного одруження і засилає сваху Кабато до багатого купця і фабриканта Варахідзе, батька юної Ело. Купець не проти поріднитися з князем, який має зв'язки у високих колах. Призначені оглядини нареченої. Але Ело закохана в молодого вчителя Іло і не хоче чути про князя…

## Актори
- Валеріан Гуніа — купець Адам
- Тамарі Болквадзе — Ело, дочка Адама
- Цецілія Цуцунава — слуга
- Коте Мікаберідзе — Іло
- І. Трапаідзе — Міто
- Михайло Чіаурелі — Діто
- Елізабет Черкезішвілі — Ханума
- Абашидзе Тасо — Каьато
- Ладо Кавсадзе — граф Леван Пантеашвілі
- Васо Абашидзе — дідусь
- І. Назарішвілі — графиня Пантеашвілі
- І. Корсунська — подруга Ело
- К. Чечелашвілі — подруга Ело